# Étoile des Deux Lacs
L'Étoile des Deux Lacs fou un club de futbol francès de la ciutat de París.

## Història

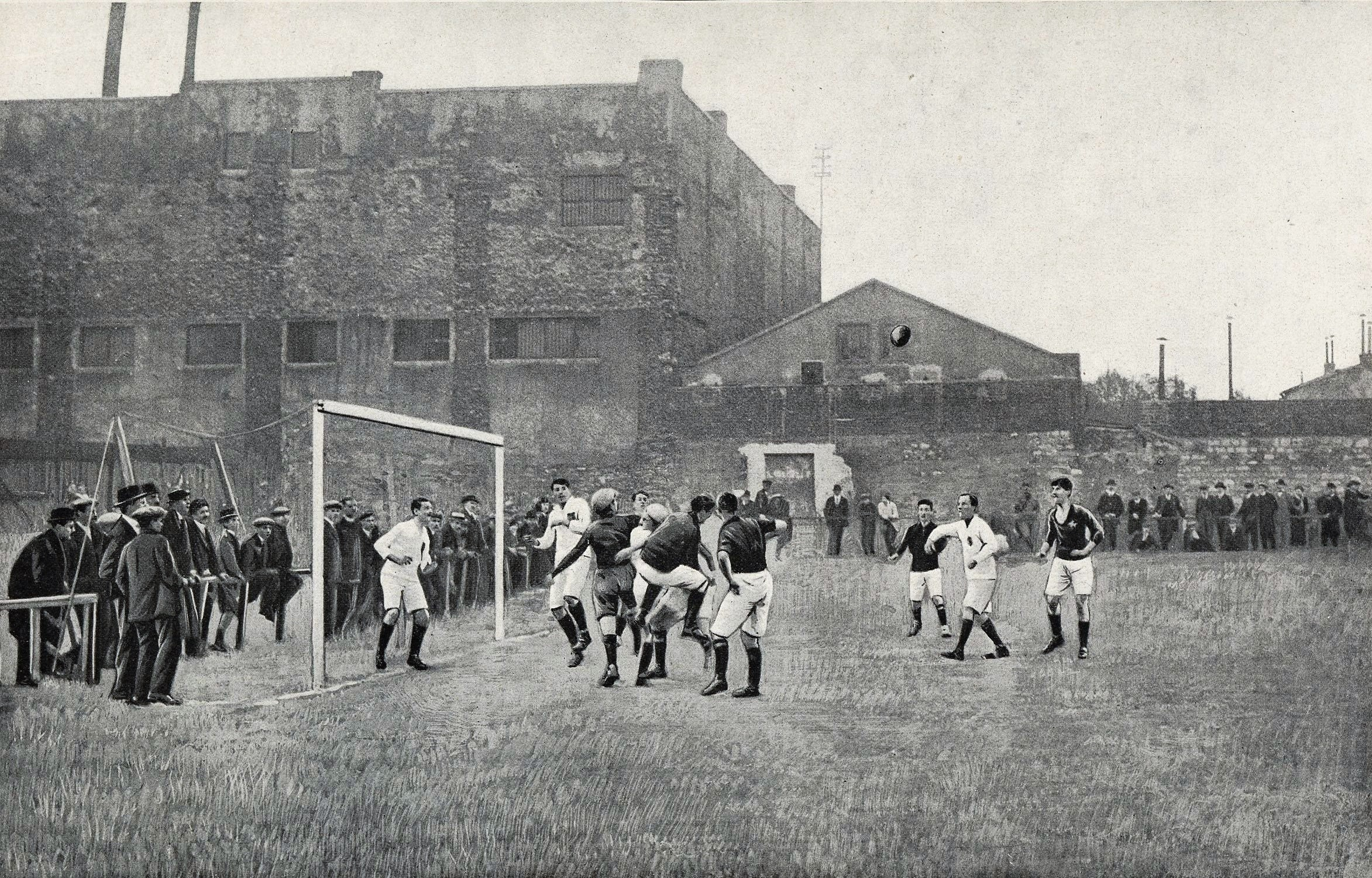
Final de la Copa de França de 1916 entre Olympique (de clar) i Etoile des Deux Lacs (de fosc).

El club va ser fundat el 1898 i va desaparèixer al voltant de 1950. El club va néixer a l'escalf de l'església de Saint-Honoré-d'Eylau. El club s'afilià a la Fédération gymnastique et sportive des patronages de France (FGSPF). Es proclamà campió d'aquesta competició sis cops, el primer el 1905. El títol de 1907 li donà accés al primer Trophée de France, proclamant-se campió. El segon títol el guanyà el 1912 derrotant el Red Star París a la final (3-1).

## Palmarès
- Lliga francesa de futbol: 
  - 1905, 1906, 1907, 1911, 1912, 1913
- Copa de la FGSPF: 
  - 1916
- Trophée de France: 
  - 1907, 1912